# Andreas Lasnik
Andreas Lasnik (Voitsberg, 9 novembre 1983) è un ex calciatore austriaco, di ruolo centrocampista.

## Palmarès

### Club

#### Competizioni nazionali
- Campionato austriaco: 1

Austria Vienna: 2005-2006
- Coppa d'Austria: 1

Austria Vienna: 2006-2007